# روهله
روهله (به چکی: Rohle) یک منطقهٔ مسکونی در جمهوری چک است که در ناحیه شومپرک واقع شده‌است. روهله ۱۸٫۵۶ کیلومتر مربع مساحت و ۶۵۳ نفر جمعیت دارد و ۳۲۳ متر بالاتر از سطح دریا واقع شده‌است.